# Dublin City FC
Dublin was een Ierse voetbalclub uit de hoofdstad Dublin. Tot 2001 was de club bekend als Home Farm Fingal en daarvoor Home Farm Everton en Home Farm FC.
Ronan Seery, de voorzitter van Home Farm nam de club over en herdoopte deze in Dublin City. Seery stak veel geld in de club en City promoveerde 2 keer naar de hoogste klasse, maar de club had weinig supporters. In een wedstrijd tegen Galway United waren er maar 52 toeschouwers. De club had ook geen vast terrein en speelde in verschillende stadia. Op 19 juli 2006 trok de club zich terug uit de Eircom League, alle wedstrijden die al gespeeld waren werden geannuleerd.

## Bekende (ex-) spelers
- Efan Ekoku